# MGM Cartoons
La MGM Cartoons, meglio nota con il nome ufficiale in Metro-Goldwyn-Mayer cartoon studio, era uno studio d'animazione, fondata da Fred Quimby il 12 agosto del 1937 che successivamente venne sciolta il 1 agosto del 1958. La sede si trovava in Overland and Montana Avenue, a Culver City, in California, negli Stati Uniti d'America. Era celebre per i cortometraggi dei film di Tom & Jerry dal 1940 al 1958, che poi venne continuata in un'altra azienda MGM Animation/Visual Arts dagli anni del 1960 fino agli anni 1990 circa con Metro-Goldwyn-Mayer Animation.